# Blanco y Negro (revue)
Pour les articles homonymes, voir Blanco y Negro.
Blanco y Negro est une publication périodique culturelle fondée à Madrid (Espagne) en 1891 par Torcuato Luca de Tena y Álvarez Ossorio. Elle constitue la base du groupe d'édition Prensa Española, qui sera notamment l'éditrice du journal ABC. La revue, qui a eu plusieurs époques de publication différentes, est devenue un supplément de ABC avant de disparaître en l'an 2000.

## Histoire
Blanco y Negro est créée en 1891 par Torcuato Luca de Tena y Álvarez Ossorio et s'installe dans la calle Serrano de Madrid, à l'emplacement de l'actuel bâtiment ABC Serrano (es), où naîtra par la même occasion la maison d'édition Prensa Española.

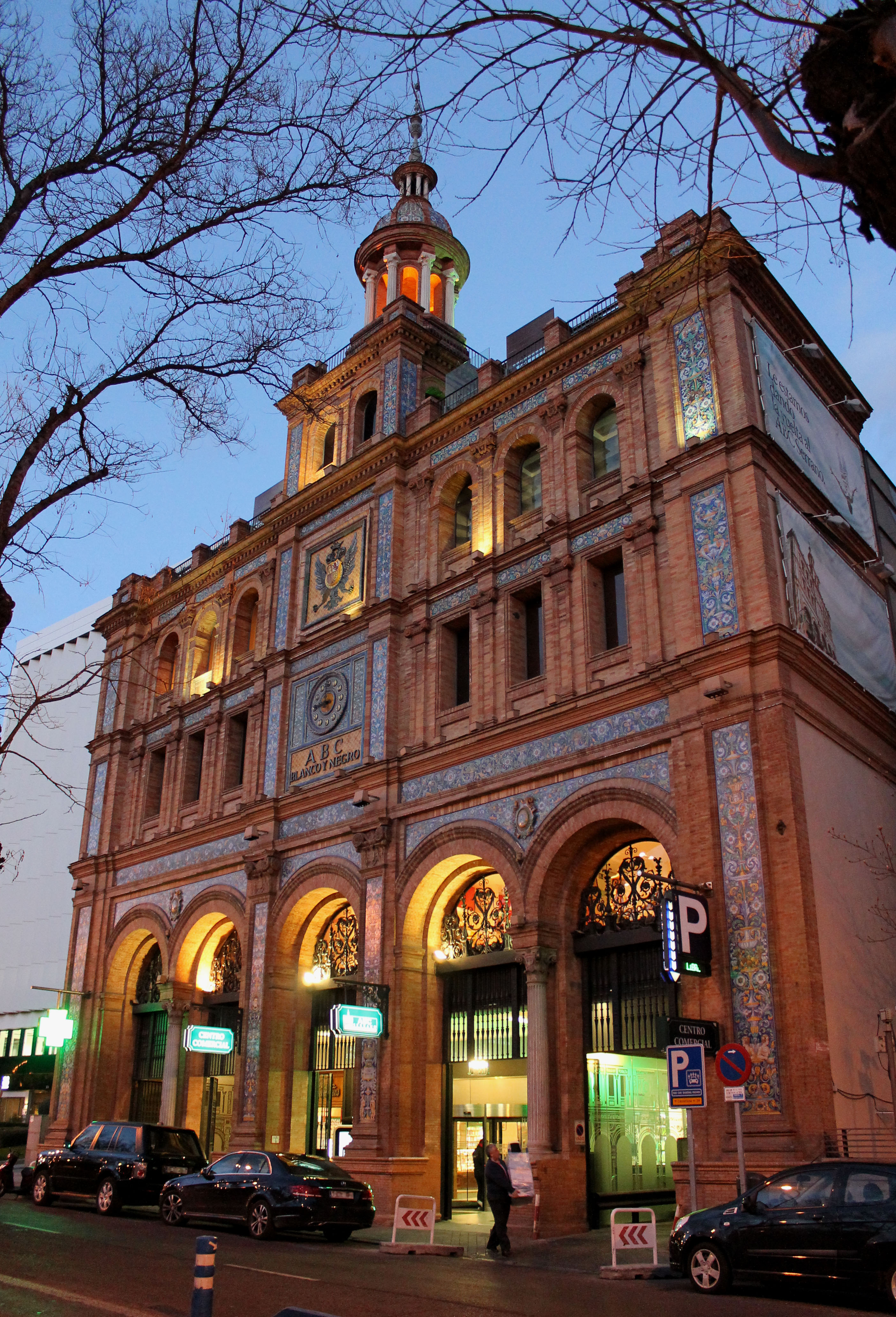
Façade du bâtiment ABC Serrano, dans la calle Serrano, à Madrid, siège de la revue.

Son premier directeur est Eduardo Sánchez de Castilla (es), quoique rapidement remplacé par Luca de Tena lui-même, le 28 février 1892.
Elle est éditée pendant longtemps comme publication indépendante, sur plusieurs périodes. Entre 1891 et 1939, elle est publiée de façon continue, mais disparaît au commencement de la guerre civile ; elle réapparaît en 1957 comme publication indépendante et jusqu'en 1980. En 1988, elle devient le supplément du dimanche du journal ABC, mais disparaît à nouveau en l'an 2000. En 2002, et à la suite de la constitution de Vocento, Blanco y Negro devient Blanco y Negro cultural puis ABCD Las Artes y Las Letras, toujours comme supplément dominical du journal, avant de disparaître définitivement en 2010.

### Première période (1891-1939)
La revue présente la nouveauté de ses illustrations — c'est en effet la première publication périodique espagnole à utiliser la couleur et le papier couché — et a joui d'un certain prestige pour ses articles et collaborations littéraires ; ses premiers tirages étaient d'environ 20 000 exemplaires. Le 12 mai 1912, elle publie la première photographie en couleurs de la presse en Espagne.
La revue, qui publie une série d'almanachs annuels, est en concurrence avec d'autres revues illustrées comme La Ilustración Española y Americana et Nuevo Mundo.
Blanco y Negro est distribuée hebdomadairement et de façon ininterrompue jusqu'à l'éclatement de la guerre civile espagnole, lors de laquelle la revue est saisie par le gouvernement républicain.

### Deuxième période (1957-1988)
La revue réapparaît comme hebdomadaire indépendant ; c'est au travers de cette revue que sont publiées pour la première fois en Espagne Les Aventures de Tintin :
- Objetivo la Luna (Objectif Lune, du 11 mai 1957 au 19 octobre 1957) ;
- Aterrizaje en la Luna (On a marché sur la Lune, du 5 avril 1958 au 8 novembre 1958) ;
- Tintín en el Congo (Tintin au Congo, du 24 janvier 1959 au 5 septembre 1959) ;
- La estrella misteriosa (L'Étoile mystérieuse, du 24 octobre 1959 au 28 mai 1960) ;
- Tintín en el país del oro negro (Tintin au pays de l'or noir, du 4 juin 1960 au 14 janvier 1961) ;
- El cetro de Ottokar (Le Sceptre d'Ottokar, du 21 janvier 1961 au 9 septembre 1961).

### Troisième période (1988-2002)
Blanco y Negro est vendu dominicalement comme supplément du journal ABC à partir du 6 mars 1988. Il inclut Gente Menuda (es), un supplément destiné aux enfants. Le dernier numéro recensé journal est datée au 29 octobre 2000.

### Quatrième période (2002-2005)
La revue change de nom en 2002 pour devenir Blanco y Negro Cultural, puis en 2005 pour devenir ABCD Las Artes y Las Letras, toujours comme supplément hebdomadaire. Cette dernière disparaît en 2010.

## Une revue originale et innovatrice
Le succès de la revue a motivé la création postérieure du journal monarchiste ABC. La revue présentait la nouveauté des illustrations et jouissait d'un grand prestige pour ses articles et collaborations littéraires, suivant le modèle de La Ilustración Española y Americana ou Nuevo Mundo, et arrivant dès le début à tirer près de 20 000 exemplaires.
C'est la première publication périodique espagnole à utiliser la couleur et le papier couché. Le 12 mai 1912, la première photographie en couleurs en Espagne y est publiée.

## Collaborateurs
Tout au long de son histoire, la revue a vu de nombreux écrivains y commencer leur carrière, des aristocrates Hilda de Toledano (le pseudonyme de Maria Pia de Saxe-Cobourg et Gotha Bragance) et Emilia Pardo Bazán aux membres de la génération de 98 comme Antonio Machado, Francisco Villaespesa (es), Azorín et Manuel Abril (es) en passant par des écrivains de littérature de jeunesse comme Elena Fortún, qui y fait apparaître son personnage infantile fétiche, Celia, dans la série de nouvelles Celia, lo que dice (es) le 24 juin 1928, Josefina Bolinaga et Gloria de la Prada.
Parmi les nombreux collaborateurs graphiques, on peut citer le peintre de couverture Enrique Estévez Ochoa (es), le dessinateur Manuel Alcázar Ruiz ou le caricaturiste Paco Ugalde (es). Alejandro Merletti y collabore comme photographe.

## Galerie

Illustrations publiées dans la revue Blanco y Negro
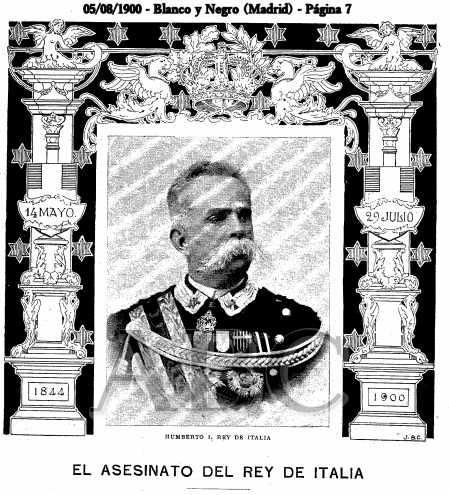
Annonce de la mort du roi d'Italie en 1900.
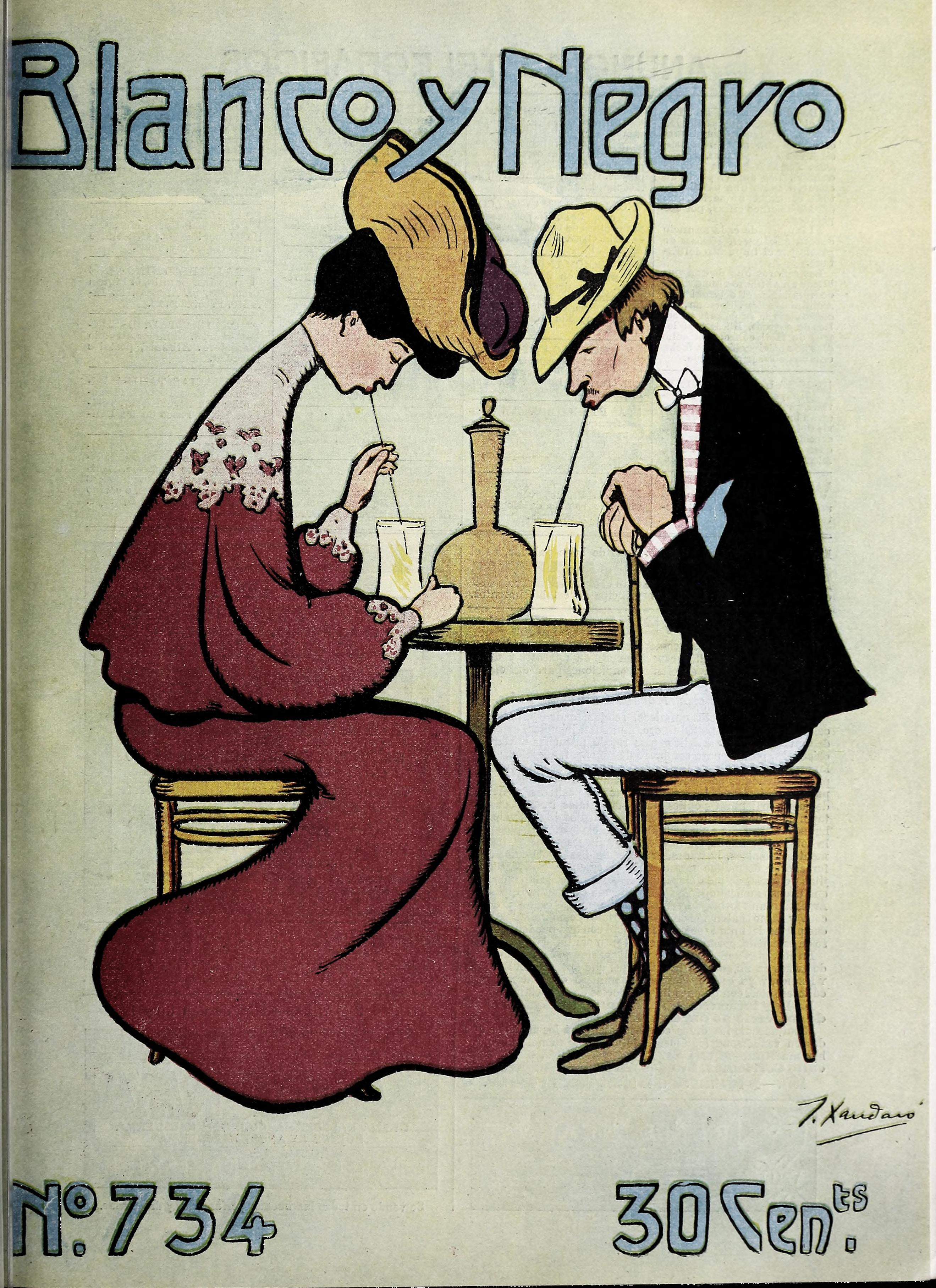
Couverture du 27 mai 1905, par Joaquín Xaudaró.
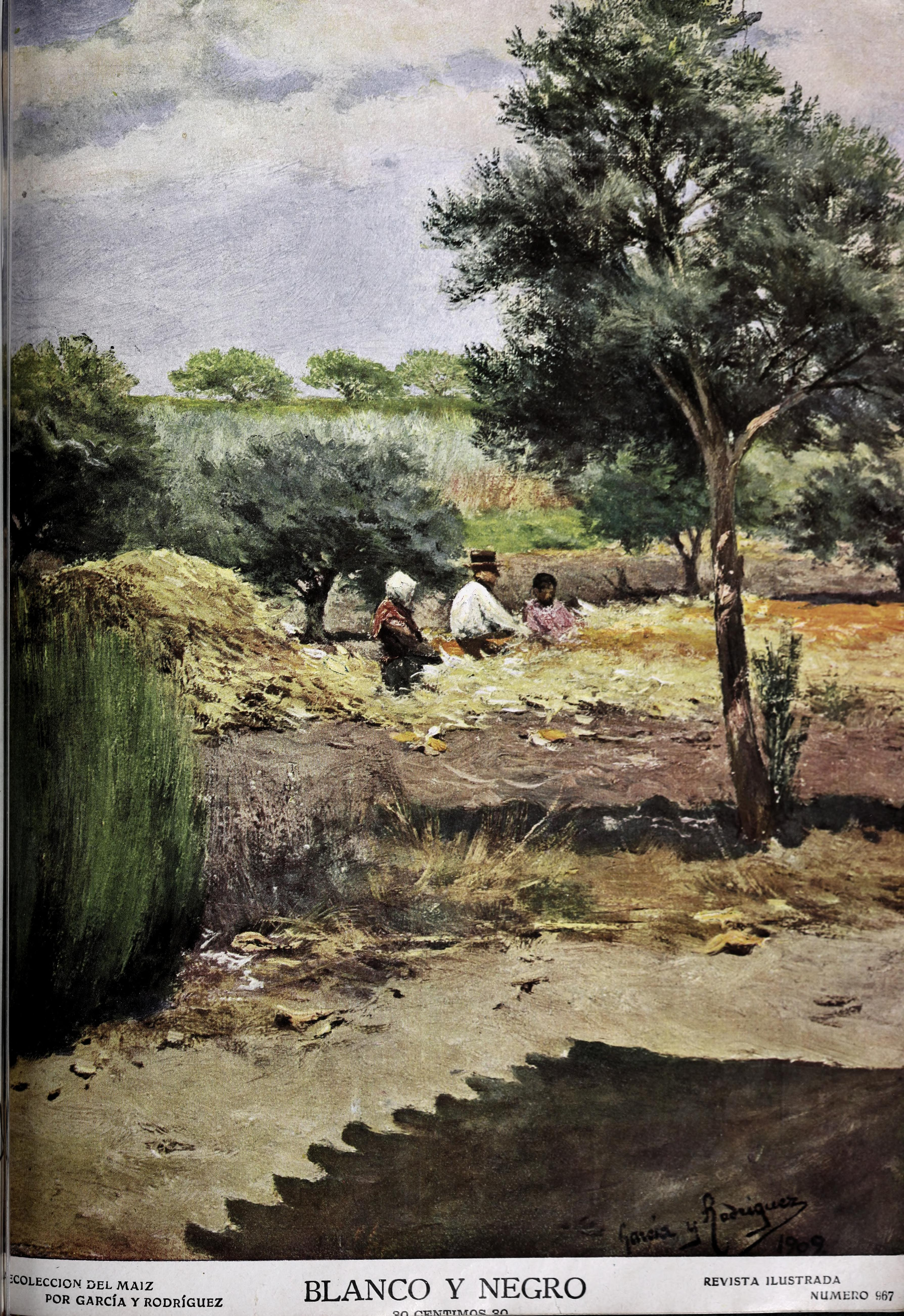
« Recolección del maíz », dans le numéro du 13 novembre 1909, par Manuel García y Rodríguez (es).
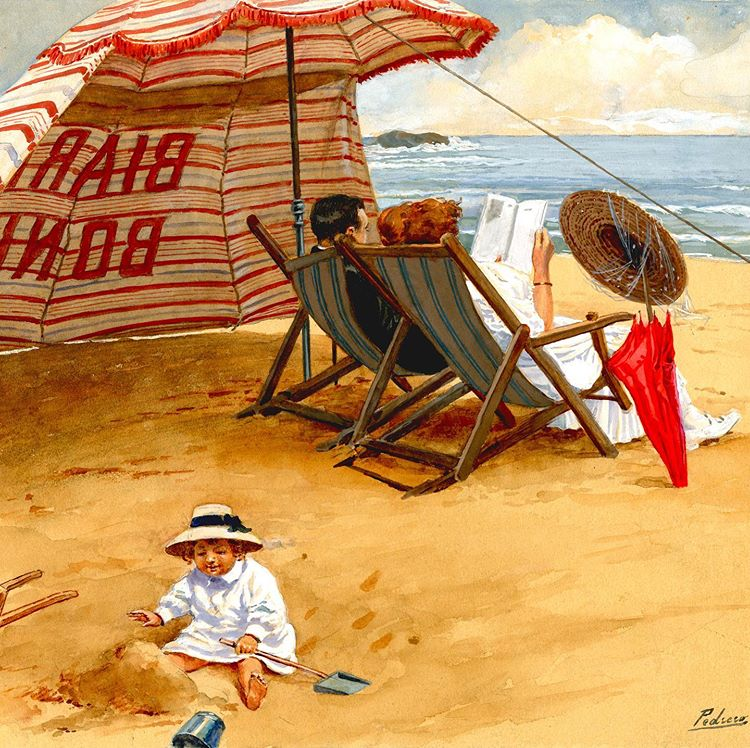
« Biarritz Bonheur », dans le numéro du 15 août 1915, par Mariano Pedrero.